# Mankiv, Lokaci
Mankiv (în ucraineană Маньків) este un sat în comuna Holopîci din raionul Lokaci, regiunea Volînia, Ucraina.

## Demografie
Componența lingvistică a localității Mankiv
     Ucraineană (99,3%)
     Alte limbi (0,7%)
Conform recensământului din 2001, majoritatea populației localității Mankiv era vorbitoare de ucraineană (99,3%), existând în minoritate și vorbitori de alte limbi.